# Cymaenes
Cymaenes es un género de mariposas de la familia Hesperiidae.

## Descripción
Especie tipo por designación original Cobalus tripunctus Herrich-Schäffer, 1865.

## Diversidad
Existen 27 especies reconocidas en el género, todas ellas tienen distribución neotropical. Al menos 2 especies se han reportado en la región Neártica

## Plantas hospederas
Las especies del género Cymaenes se alimentan de plantas de las familias Poaceae, Cyperaceae, Commelinaceae. Las plantas hospederas reportadas incluyen los géneros Saccharum, Cyperus, Panicum, Paspalum, Bambusa, Dichorisandra, Acroceras, Arundinella, Brachiaria, Cynodon, Homolepis, Hyparrhenia, Ischaemum, Lasiacis, Olyra, Oplismenus, Oryza, Phragmites, Rottboellia, Setaria, Urochloa, Zea.